# Opat-biskup
Opat-biskup (německy Abtbischof) je opat, jenž zároveň přijal biskupské svěcení. 

## Charakteristika
Jako opat je představeným opatství a většinou zároveň také jako biskup hlavou některého biskupství. Dříve se v křesťanské Evropě vyskytovala také opatství, jejichž opaté měli hodnost biskupa bez biskupství nebo bez území opatství. Tento druh elize úřadů se dnes vyskytuje jen zřídka a je možné se s ním setkat nanejvýše při misiích.
Opat-biskup může být:
- opat, zároveň jako biskup biskupství.
- opat, jako titulární biskup.

Územní opat (také opat nullius), představený územního opatství obvykle není opat-biskup. Má sice jurisdikční pravomoc biskupa (je ordinářem osob, žijících na území opatství), ne však světící pravomoc.